# Kleine Schönbuschallee

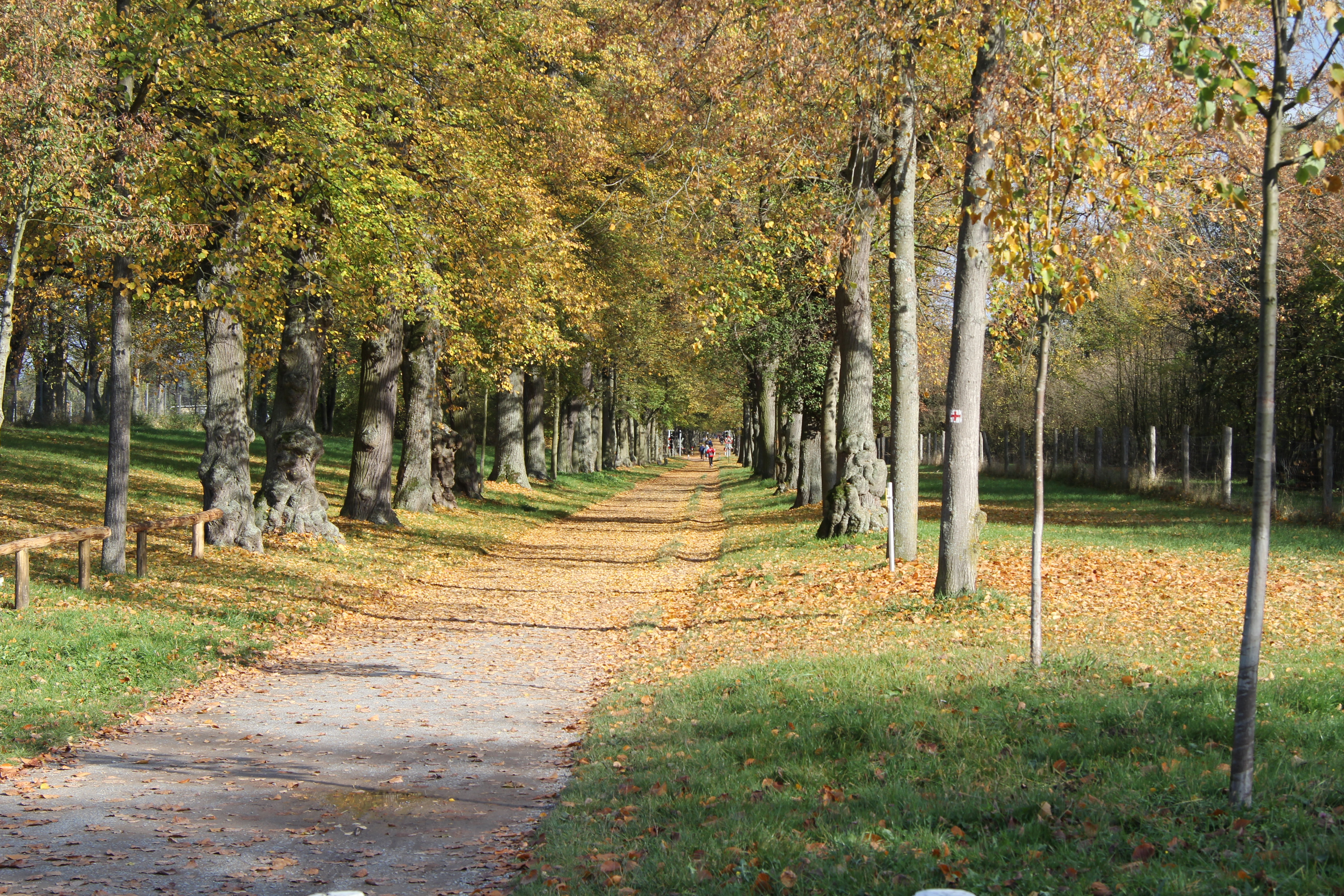
Kleine Schönbuschallee, Richtung Aschaffenburg

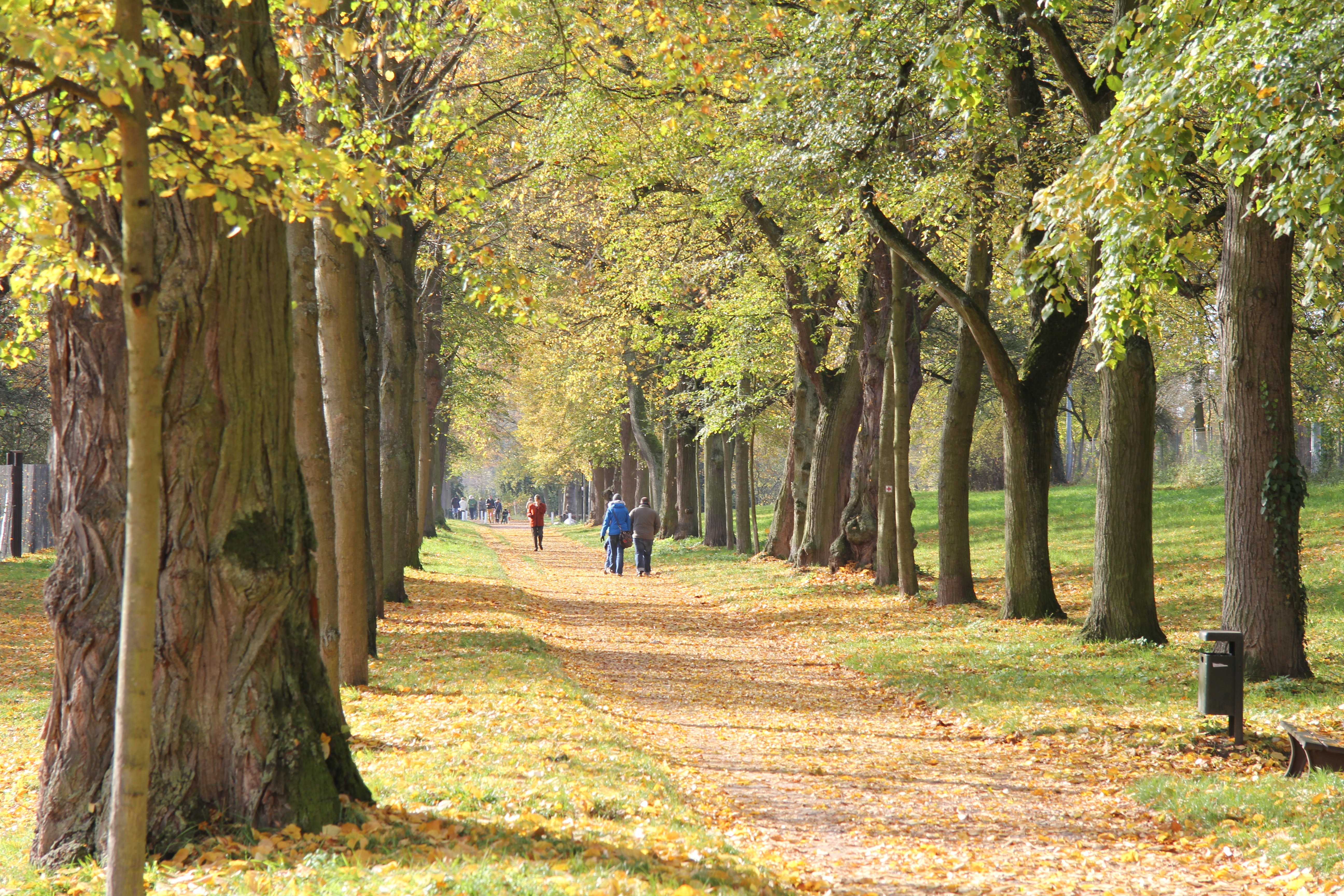
Blick Richtung Schönbusch

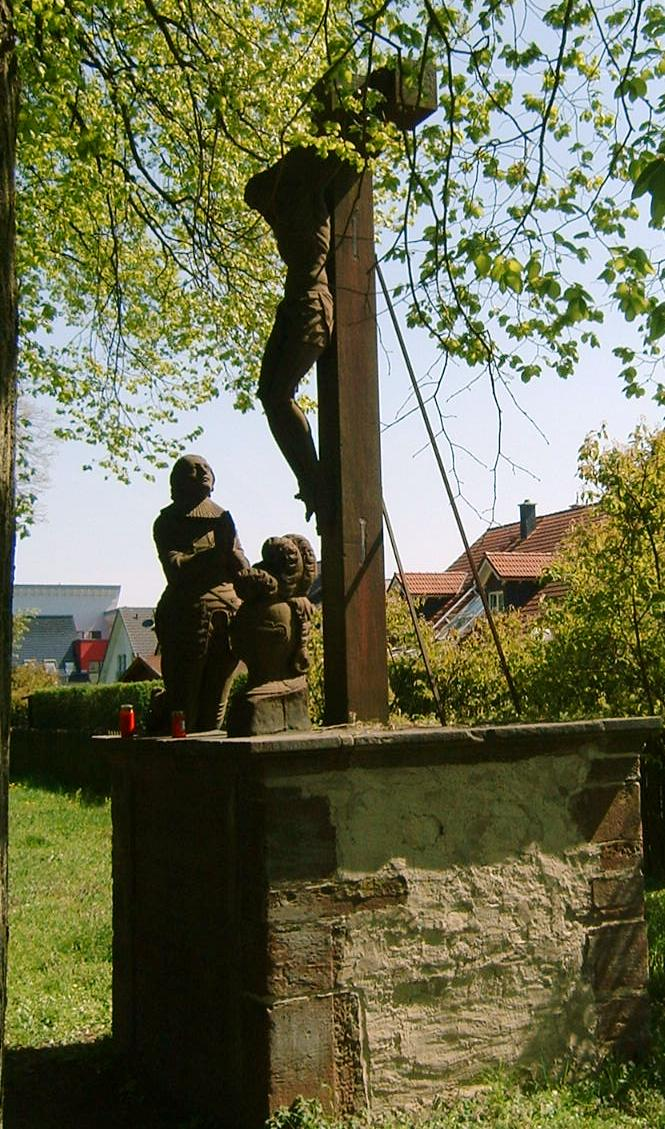
Kerpendenkmal

Die Kleine Schönbuschallee in der unterfränkischen Stadt Aschaffenburg ist ein ehemaliger Promenadenweg, der ausgehend vom Schloss Johannisburg über die Willigisbrücke die Aschaffenburger Innenstadt mit dem Park Schönbusch verbindet. Gemessen von der Mainbrücke/Großostheimer Straße bis zum Parkeingang hat sie eine Länge von 2,3 km.

## Geschichte
Die Allee wurde erstmals 1766 unter dem Mainzer Kurfürsten und Erzbischof Emmerich Joseph von Breidbach zu Bürresheim vermutlich nach Vorbild der historischen Allee Heidelberg-Schwetzingen zwischen der Mainbrücke und dem Nilkheimer Wäldchen als Maulbeerallee angelegt. Die Setzlinge wurden von der Kurpfälzischen Maulbeerdirektion zu Heidelberg bezogen.
Im Nilkheimer Wäldchen war bereits um 1731 eine der damals insgesamt drei Kurmainzischen Fasanerien im Maintal angelegt worden. Die beiden anderen Fasanerien bei Froschhausen und Kleinauheim sind heute Feuchtbiotop bzw. Tierpark (siehe: Wildpark Alte Fasanerie). Auch die Fasanerie im Nilkheimer Wäldchen hatte zur Entstehungszeit der Kleinen Schönbuschallee den Charakter eines Tierparks mit einem Jägerhaus, mit Alleen, Brunnen, einem Fischteich und einer Hütte, in der ein „Schuhu“ (Uhu, Bubo Bubo) gehalten wurde. Die Kleine Schönbuschallee diente als Promenadenweg zwischen dem Schloss Johannisburg und dem Nilkheimer Wäldchen. Es gibt Rechnungen, aus denen hervorgeht, dass die Allee anlässlich von Festen mit Fackeln beleuchtet wurde.
Mit der Anlegung des Landschaftsparkes Schönbusch um 1780 wurde die Kleine Schönbuschallee um ca. 500 m bis in Höhe des Wirtschaftsgebäudes eingekürzt. Die regelmäßigen Baumreihen der Maulbeerallee wurden mit anderen Baumsorten aufgelockert und auf diese Art auf den englischen Gartenstil abgestimmt.
Die Kleine Schönbuschallee ist in den ersten Plänen des Architekten Emanuel d’Herigoyen als „Avenue d´Aschaffenbourg“ bezeichnet. Sie hat mit der Benennung der 1780 fertiggestellten, nahezu parallel verlaufenden Frankfurter Chaussee (eine reine Pappelallee, heute Darmstädter Straße, Bundesstraße 26) in „Große Allee“ den Namen „Kleine Allee“ bekommen. Mit dem Anlegen weiterer Alleestraßen in Aschaffenburg (Ludwigsallee, Bismarckallee) wurden die Namen Große Schönbuschallee und Kleine Schönbuschallee gebräuchlich. Zwischen Großer und Kleiner Schönbuschallee liegt das sogenannte Alleefeld. Es ist wegen der historischen Sichtachse zwischen dem Schloss Johannisburg und dem Schloss Schönbusch von höherer Bepflanzung und Bebauung freigehalten.
1843 war die Kleine Schönbuschallee mit deutschen Pappeln bepflanzt. Nach 1859 wurden die Pappeln durch Robinien und Linden ersetzt.
Der Bau des Mainhafens im Stadtteil Leider (1914 bis 1921) und dessen Anschluss an die Bachgaubahn erforderte eine höhengleiche Querung der Allee mit einem Bahngleis.
Beim Bau der Willigisbrücke 1969 erfolgte die Anbindung der Kleinen Schönbuschallee an die neue Brücke sowie an die Großostheimer und die Darmstädter Straße durch zwei Fußgängerunterführungen. Um diese Zeit wurde die Kleine Schönbuschallee vom Bau der städtischen Ringstraße durchtrennt. Seither überspannt ein Betonbogen die Ringstraße und verbindet die beiden Abschnitte der Allee.

## Denkmalliste
Die Kleine Schönbuschallee ist unter der Nummer D-6-61-000-145 in der Bayerischen Denkmalliste aufgeführt. Sie steht östlich der sie querenden Hafenbahn im Eigentum der Stadt Aschaffenburg. Die befestigte Fläche ist dort verbreitert und mit gewölbtem Dachprofil versehen worden. Westlich der Hafenbahn gehört die Allee dem Freistaat Bayern. In diesem Teil hat die Wegfläche noch ihre ursprüngliche Breite, weist wie die Parkwege des Schönbusch ein ebenes Querprofil auf und muss daher über seitliche Taschen entwässert werden. Dieser Teil der Kleinen Schönbuschallee wird von der Bayerischen Verwaltung der Staatlichen Schlösser, Gärten und Seen unterhalten.

### Johanniterkreuz
1780 wurde das sogenannte Johanniterkreuz, ein anlässlich der Ermordung des Ritters Johann Walter von Kerpen errichtetes Gedenkkreuz, an die Allee versetzt. Der Ritter des Johanniterordens war am 6. Februar 1627 im Alter von 25 Jahren von seinen Begleitern am Nilkheimer Wäldchen ermordet worden. Das Gedenkkreuz ließen seine Verwandten aus rotem Mainsandstein errichten.
Es steht östlich der Hafenbahnquerung und ist in der Denkmalliste vermerkt.

### Pater-Bernhard-Denkmal
Das erstmals 1931 von Otto Gentil errichtete und um 1969 an seinen heutigen Platz am östlichen Ende der Kleinen Schönbuschallee versetzte Denkmal ist ebenfalls in der Denkmalliste eingetragen. Es erinnert an die Kapitulation der Stadt Aschaffenburg vor den Truppen des Königs Gustav II. Adolf von Schweden am 23. November 1631, um die sich die Sage vom Pater Bernhard von Trier rankt. Der Vorsteher des Kapuzinerklosters soll Gustav II. Adolf die Stadtschlüssel feierlich überreicht und damit die Stadt Aschaffenburg vor der Zerstörung gerettet haben. Tatsächlich überreichte wohl nicht der Vorsteher des Klosters, sondern der Stiftsstäbler einem Offizier des Königs die Stadtschlüssel.